# Jullié
Jullié é uma comuna francesa na região administrativa de Auvérnia-Ródano-Alpes, no departamento de Ródano. Estende-se por uma área de 9,88 km². Em 2010 a comuna tinha 442 habitantes (densidade: 44,7 hab./km²).